# Merveilles/CFL
 (avril 2016).
Si vous disposez d'ouvrages ou d'articles de référence ou si vous connaissez des sites web de qualité traitant du thème abordé ici, merci de compléter l'article en donnant les références utiles à sa vérifiabilité et en les liant à la section « Notes et références ».
Merveilles est le nom d'une série de volumes édités de 1948 à 1963 par le Club français du livre.

## La collection
La série est inaugurée en 1948 par un coffret présentant les deux volumes d'Alice de Lewis Carroll.
Il s'agit très souvent de format quasi-carré à la maquette recherchée et toujours différente. Les illustrations sont abondantes. Le tirage varie de 3 000 (début) à 7 500 (fin) avec des pointes à 10 ou 12 000 (exemplaires éditeurs en sus). Les volumes sont numérotés, il y en aura une trentaine de 1948 à 1963. Son logo est une double tête de cheval, à la façon d'une figure de carte à jouer.
Sauf quelques éditions plus d'œuvres plus savantes, on note de nombreux contes ou livres destinés à un public d'enfants à qui ces belles éditions étaient destinées au moins en théorie. Ainsi Histoire d'un casse-noisettes d'Alexandre Dumas, paru en 1952. Certains des ouvrages étaient des reproductions en fac-similé de titres du XIXe siècle (par ex. : Charles Nodier, Trésor des Fèves et Fleur des Pois et Le Génie Bonhomme, avec des vignettes de Tony Johannot, 1963).